# José María Morelos y Pavón (norra Centla)
José María Morelos y Pavón är en ort i Mexiko.   Den ligger i kommunen Centla och delstaten Tabasco, i den sydöstra delen av landet, 700 km öster om huvudstaden Mexico City. José María Morelos y Pavón ligger 7 meter över havet och antalet invånare är 592.
Terrängen runt José María Morelos y Pavón är mycket platt. Havet är nära José María Morelos y Pavón åt nordväst. Runt José María Morelos y Pavón är det ganska glesbefolkat, med 32 invånare per kvadratkilometer. Närmaste större samhälle är Ignacio Allende, 3,6 km söder om José María Morelos y Pavón. Trakten runt José María Morelos y Pavón består till största delen av jordbruksmark.